# The Green Bowl
The Green Bowl är en dal i Kanada.   Den ligger i provinsen British Columbia, i den centrala delen av landet, 3 300 km väster om huvudstaden Ottawa.
I omgivningarna runt The Green Bowl växer i huvudsak barrskog. Trakten runt The Green Bowl är nära nog obefolkad, med mindre än två invånare per kvadratkilometer.